# عملية السقوط
كانت عملية السقوط (بالإنجليزية: Operation Downfall) تلك الخطة المقترحة من قبل الحلفاء لغزو الجزر اليابانية الأم قرب نهاية الحرب العالمية الثانية في آسيا. تم إلغاء العملية المخططة عندما استسلمت اليابان عقب القصف الذري لهيروشيما وناغازاكي و‌الإعلان السوفيتي للحرب و‌غزو منشوريا. وكان للعملية جزأين: العملية الأولمبية وعملية كورونت. ومن المقرر أن تبدأ العملية الأوليمبية في نوفمبر 1945، وهي ترمي إلى الاستيلاء على الثلث الجنوبي من جزيرة كيوشو اليابانية الرئيسية في أقصى جنوب البلاد، حيث تستخدم جزيرة أوكيناوا التي تم الاستيلاء عليها مؤخرا كمنطقة انطلاق. وفي أوائل عام 1946، كانت عملية كورونت ستأتي، وهي الغزو المخطط له لسهل كانتو، بالقرب من طوكيو، على جزيرة هونشو اليابانية الرئيسية. كما أن القواعد الجوية في كيوشو التي تم السيطرة عليها في العملية الأولمبية سوف تسمح بالدعم الجوي البري لعملية كورونت. لو حدث السقوط لكان ذلك أكبر عملية برمائية في التاريخ.